# Goniofusus strigatus
Goniofusus strigatus is een slakkensoort uit de familie van de Fasciolariidae. De wetenschappelijke naam van de soort werd in 1850 voor het eerst geldig gepubliceerd door R.A. Philippi.